# وابسته به تو (فیلم)
وابسته به تو (به انگلیسی: Stuck on You) فیلمی محصول سال ۲۰۰۳ و به کارگردانی برادران فارلی است. در این فیلم بازیگرانی همچون مت دیمون، گرگ کینر، اوا مندس، پت کراوفورد براون، شر، سیمور کاسل، دین کوک، لین شی، لوک ویلسون، بلا تورن، گریفین دان، جی لنو، فرناندا لیما، فرانکی میونیز، مریل استریپ و دانیل گرین ایفای نقش کرده‌اند.

## خلاصه
«والت» (گرگ کینیر) و «باب تنور» (مت دیمن) دوقلوهای به هم چسبیده در رستورانی مشغول کارند و در شهرک ساکت و دل چسب شان زندگی بی دغدغه ای دارند. تا این که رهسپار هالیوود می شوند به امید این که «والت» به رؤیای بازیگر حرفه ای شدن خود جامه ی عمل بپوشاند...